# Polly Holliday
Polly Dean Holliday (* 2. Juli 1937 in Jasper, Alabama) ist eine US-amerikanische Schauspielerin.

## Leben und Karriere
Holliday wurde in der Kleinstadt Jasper in Alabama als Tochter von Velma Mabell und Ernest Sillivan Holliday, einem Truckfahrer, geboren. Vor ihrer Schauspielerlaufbahn arbeitete Holliday in ihrer Heimat Alabama und in Florida als Piano-Lehrerin. Ihre Schauspielarbeit begann sie am Asolo Repertory Theatre in Sarasota, wo sie insgesamt zehn Jahre tätig war. 1973 zog sie nach New York und wurde dort als Theaterdarstellerin aktiv. So spielte sie in Alice Childress’ Stück Wedding Band im Public Theatre und in der Broadway-Produktion All Over Town mit. Während der Arbeit dort freundete sie sich mit dem bekannten Schauspieler Dustin Hoffman an, mit welchem 1976 am Film Die Unbestechlichen zusammenarbeitete. Für ihre Darstellung der Big Mama in einer Broadway-Produktion von Die Katze auf dem heißen Blechdach wurde sie 1990 für einen Tony Award nominiert.
Große Bekanntheit erlangte Holliday im US-Fernsehen durch die Rolle der scharfzüngigen Kellnerin Florence Jean Castleberry alias Flo, welche sie zwischen 1976 und 1980 in der Sitcom Imbiß mit Biß (Originaltitel Alice) verkörperte. Die Popularität des Charakters führte zu einer eigenen Spin-off-Show namens Flo, in der sie ihre Rolle erneut spielte. Auch in vielen Gastrollen war sie zu sehen, beispielsweise in Golden Girls, wo sie Rose Nylunds blinde Schwester Lily darstellte. In der Sitcom Hör mal, wer da hämmert spielte sie in einer wiederkehrenden Nebenrolle die Mutter von Jill.
Auch in verschiedenen Kinofilmen war sie zu sehen, wobei sie üblicherweise in Nebenrollen eingesetzt wurde. So wirkte sie in Gremlins – Kleine Monster als griesgrämige Millionärin Mrs. Deagle, in Mrs. Doubtfire – Das stachelige Kindermädchen als Nachbarin Gloria (wobei der Großteil ihrer Szenen geschnitten wurde) und in Ein Zwilling kommt selten allein als Jugendcamp-Leiterin Marva Kulp Sr. mit. Zuletzt stand sie 2010 für den Politthriller Fair Game – Nichts ist gefährlicher als die Wahrheit vor der Kamera (Stand: November 2021).

## Filmografie (Auswahl)
- 1974: Wedding Band (Fernsehfilm)
- 1974: Lohngelder für Pittsville (deutscher Fernsehfilm)
- 1975: Ein Supertyp haut auf die Pauke (W.W. and the Dixie Dancekings)
- 1975: Tödlicher Abstand (Distance)
- 1975: The Silence (Fernsehfilm)
- 1976: Die Unbestechlichen (All the President's Men)
- 1976: Bernice Bobs Her Hair (Fernsehfilm)
- 1976–1980: Imbiß mit Biß (Alice; Fernsehserie, 90 Folgen)
- 1978: Das charmante Großmaul (The One and Only)
- 1979: You Can’t Take It with You (Fernsehfilm)
- 1980–1981: Flo (Fernsehserie, 29 Folgen)
- 1981: All the Way Home (Fernsehfilm)
- 1982: Baby Thieves – Geraubte Kinder (Missing Children: A Mother's Story, Fernsehfilm)
- 1983: The Gift of Love: A Christmas Story (Fernsehfilm)
- 1984: Gremlins – Kleine Monster (Gremlins)
- 1985: Lots of Luck (Fernsehfilm)
- 1985: Konrad (Fernsehfilm)
- 1986: Golden Girls (Fernsehserie, Folge Lily's Ehrgeiz)
- 1988: Der Equalizer (Fernsehserie, Folge Regrets Only)
- 1988: Mond über Parador (Moon Over Parador)
- 1991: A Triumph of the Heart: The Ricky Bell Story (Fernsehfilm)
- 1993: Mrs. Doubtfire – Das stachelige Kindermädchen (Mrs. Doubtfire)
- 1993–1999: Hör mal, wer da hämmert (Home Improvement; Fernsehserie, 5 Folgen)
- 1995–1996: Der Klient (The Client; Fernsehserie, 21 Folgen)
- 1996: Mr. Wong – Der Traummann wird zum Alptraum (Mr. Wrong)
- 1996: Ende der Unschuld (A Loss of Innocence, Fernsehfilm)
- 1998: Ein Zwilling kommt selten allein (The Parent Trap)
- 2004: It Must Be Love (Fernsehfilm)
- 2006: Rebell in Turnschuhen (Stick It)
- 2007: Nach 7 Tagen – Ausgeflittert (The Heartbreak Kid)
- 2010: Fair Game – Nichts ist gefährlicher als die Wahrheit (Fair Game)